# بحيرة الأميرة

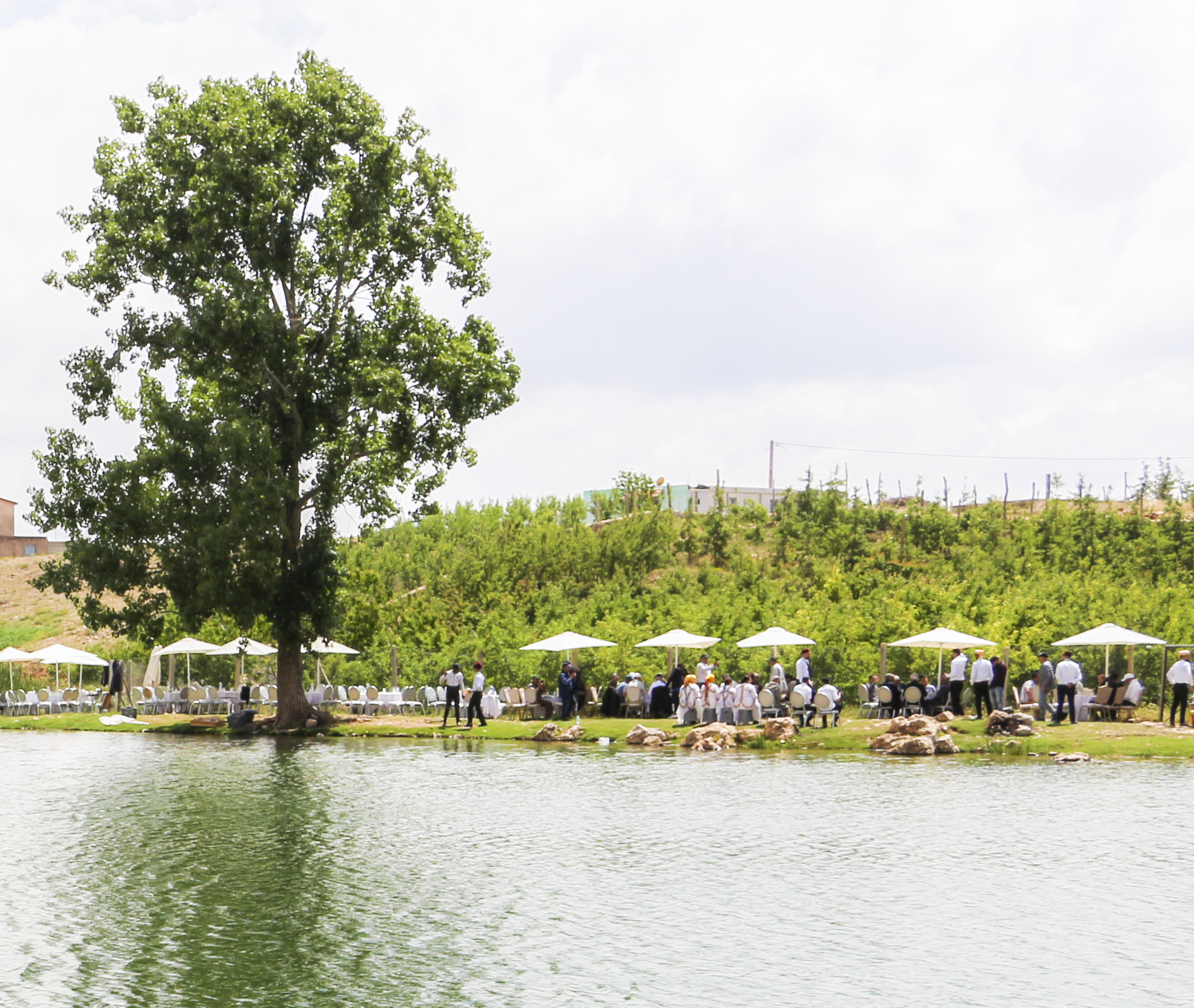
وليمة على ضفاف بحيرة الأميرة.

بحيرة الأميرة أو ضاية الاميرة أو بحيرة سيدي ميمون، هي بحيرة سد تلي على واد سيدي ميمون بدوار آيت سيدي ميمون بجماعة ضاية عوا بإقليم إفران ضمن جهة فاس مكناس، وتنتمي إلى مسار البحيرات السياحي بإقليم إفران، تستقطب هذه البحرية أنواعا مختلفة من الطيور المائية.

## معرض الصور

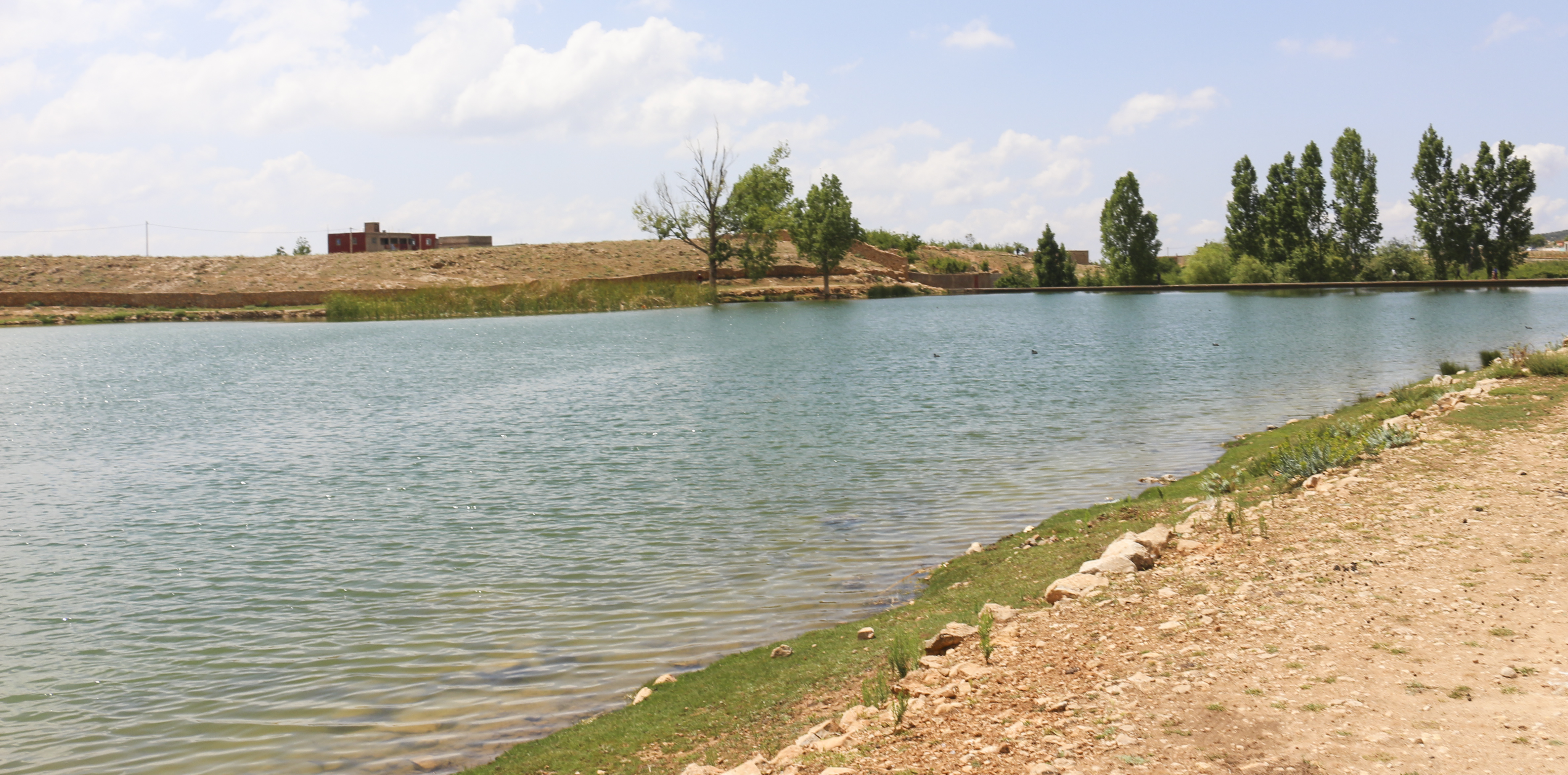
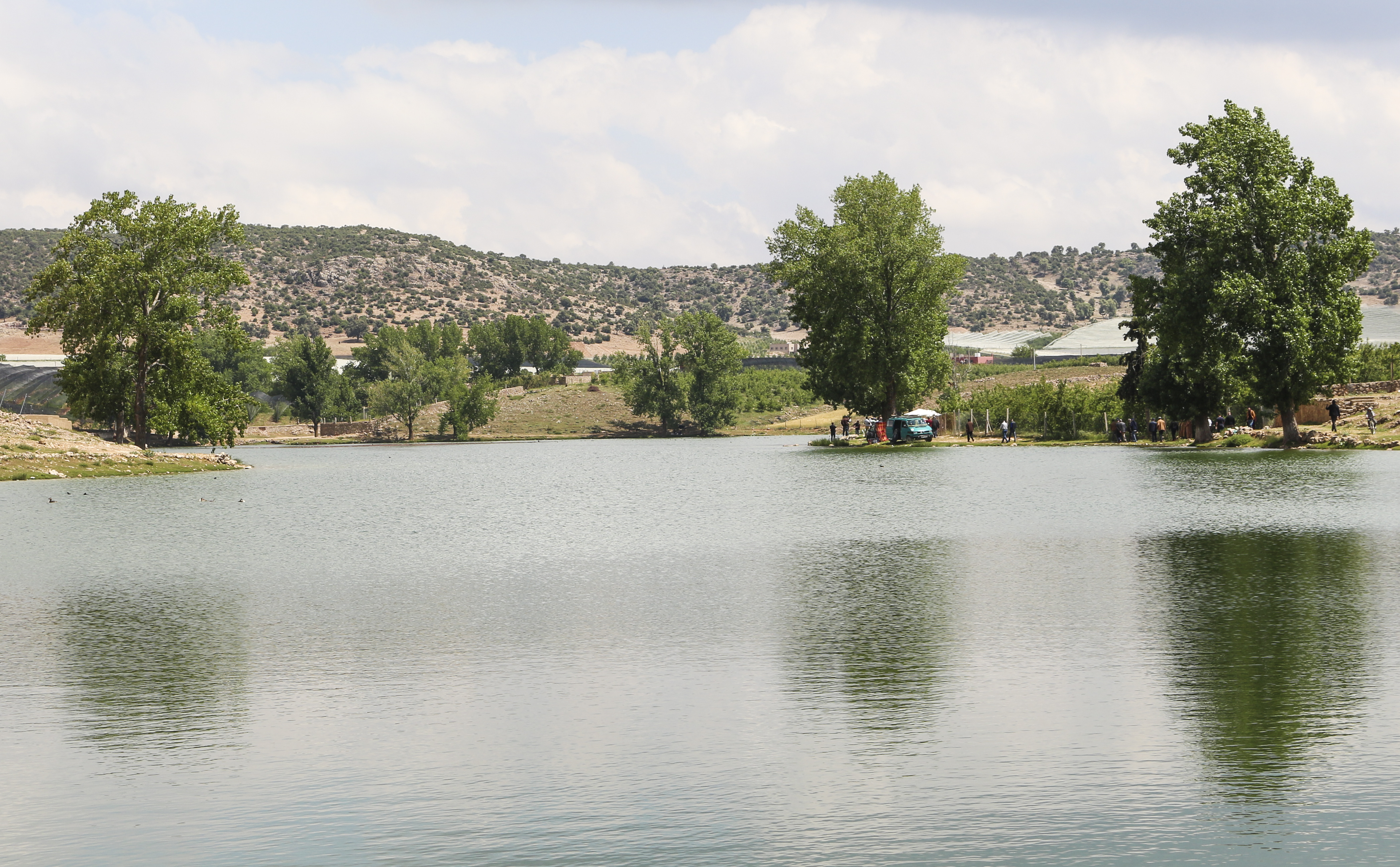
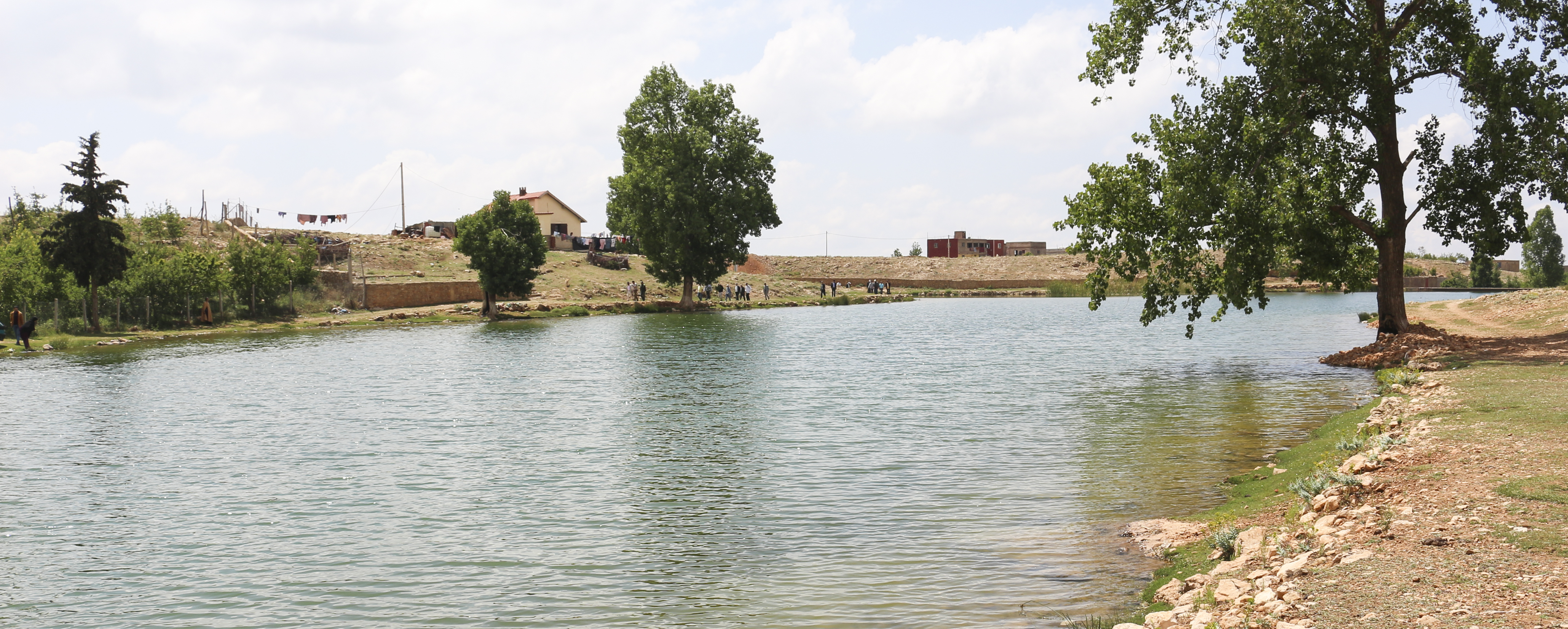
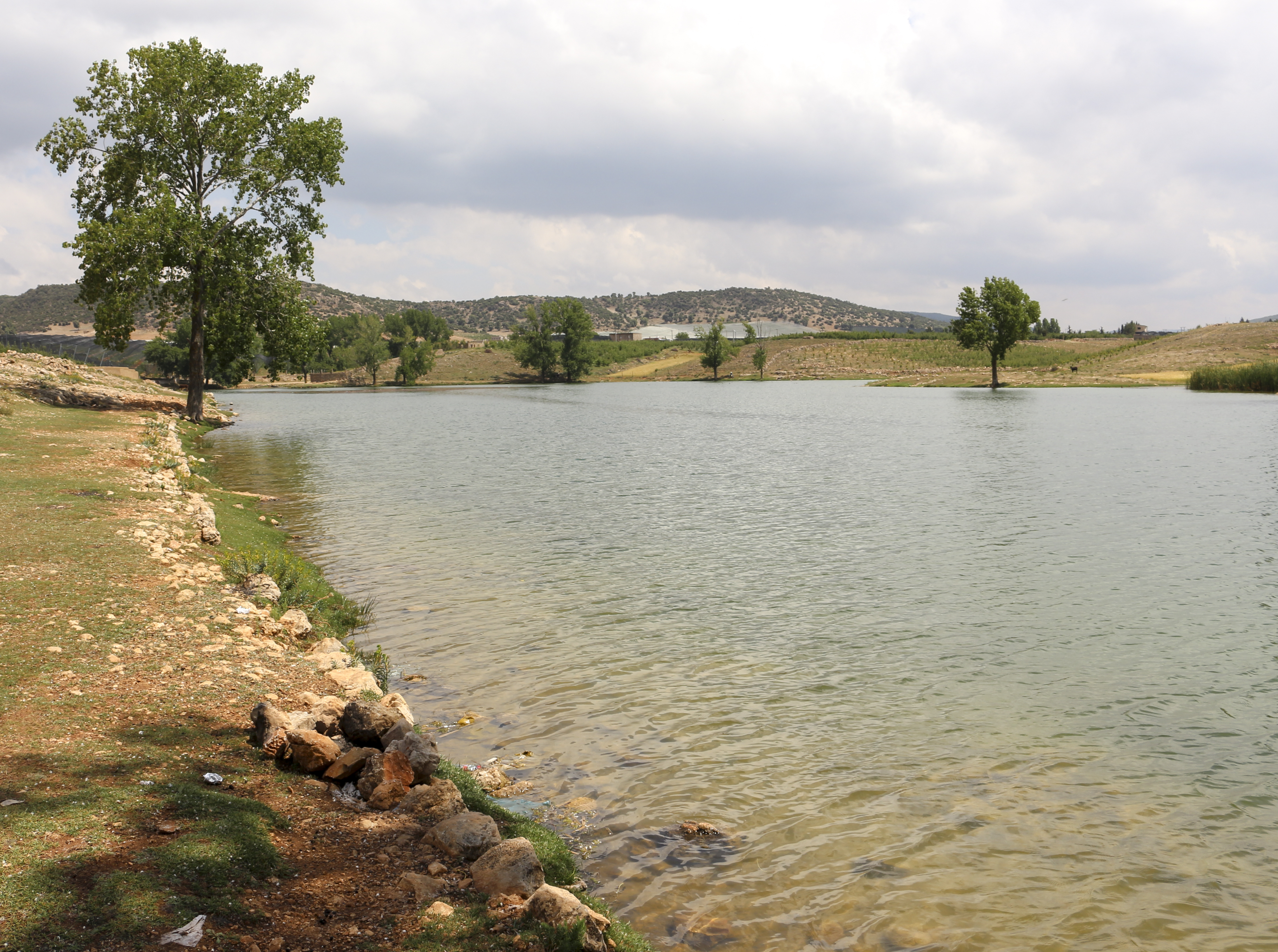
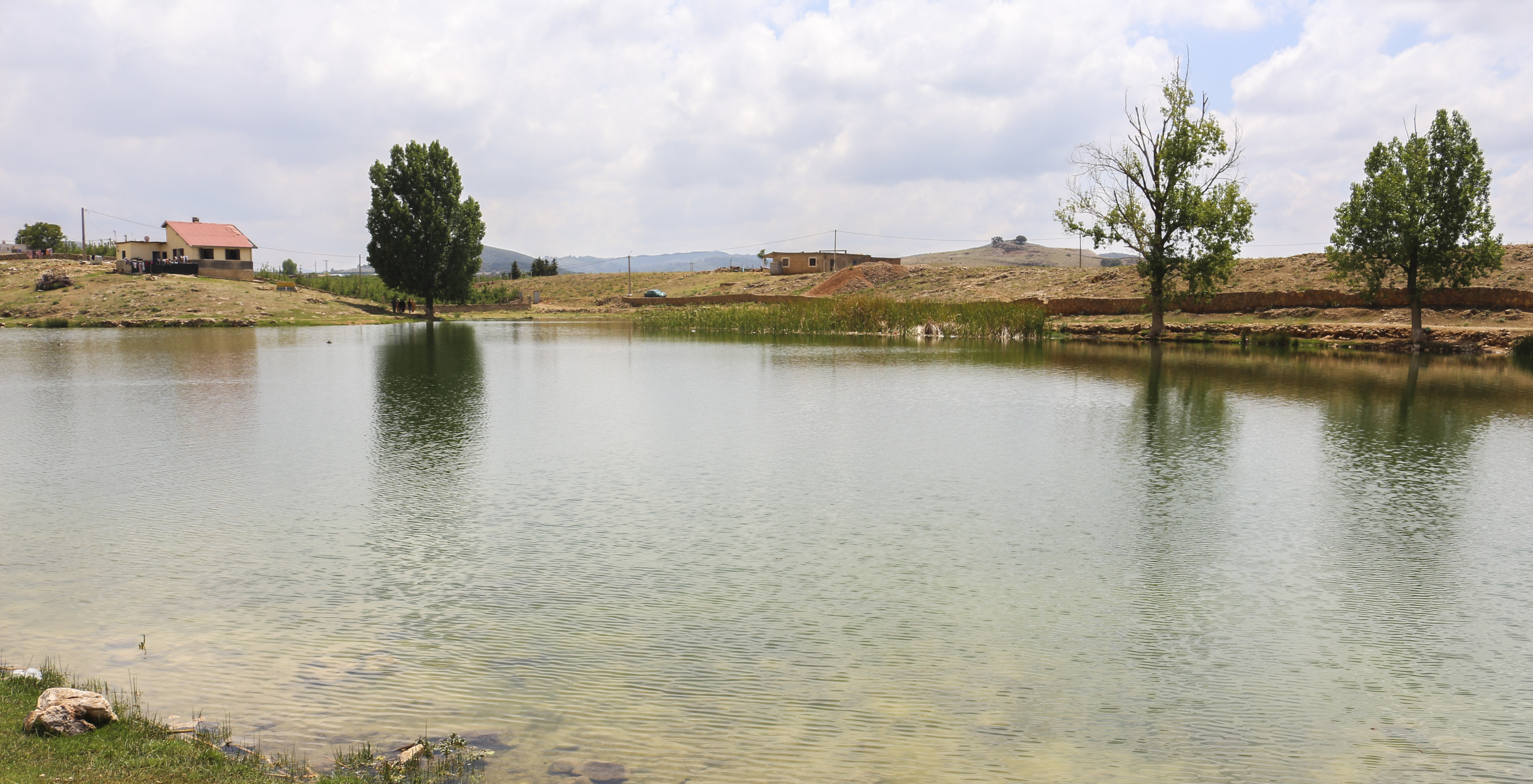